# Llangardaix ocel·lat
El llangardaix ocel·lat, fardatxo, sarvatxo, lluert, llangardaix comú o llargandaix (Timon lepidus, ex Lacerta lepida) és una espècie de sauròpsid (rèptil) escatós de la família dels lacèrtids.

## Distribució i hàbitat
Es tracta d'una espècie pròpia del sud-oest d'Europa, associada a ecosistemes mediterranis. La trobem distribuïda a la península Ibèrica, sud de França, nord-oest d'Itàlia i el nord-oest d'Àfrica. A la península Ibèrica, només és absent al nord de Galícia, al vessant nord de la Cornisa Cantàbrica, al País Basc i al nord de Navarra. A Catalunya, es distribueix per tot arreu excepte les zones de més altitud dels Pirineus, i es pot trobar des del nivell del mar fins als 2.200 m. En tot el País Valencià i a Balears també se'n poden trobar.
Dins de l'hàbitat mediterrani, sembla no dependre gaire dels factors climàtics, i es pot trobar sota condicions molt diferents, tot i que no ha estat trobada per sota dels 6 °C de temperatura mitjana anual.
És una espècie ubiqua, que ocupa tota mena de biòtops, exclosos aquells completament humanitzats i els de caràcter eurosiberià. Així doncs, es troba en tota mena de conreus i boscos mediterranis i de muntanya, com són els alzinars, pinedes, garrigues, brolles, vegetació de ribera, sorrals costaners, erms i prats de muntanya mitjana.
En general, aquest llangardaix és una espècie que prefereix àrees amb cobertura vegetal no gaire elevada, ja que així té espais oberts on poder prendre el sol i refugis per poder-se amagar. L'abandonament progressiu de les zones de conreu ha fet que el llangardaix ocel·lat s'hagi vist desplaçat pel lluert (Lacerta bilineata), un altre llangardaix de mida mitjana més acostumat a la vegetació espessa i que viu a la Catalunya humida.

## Morfologia i costums

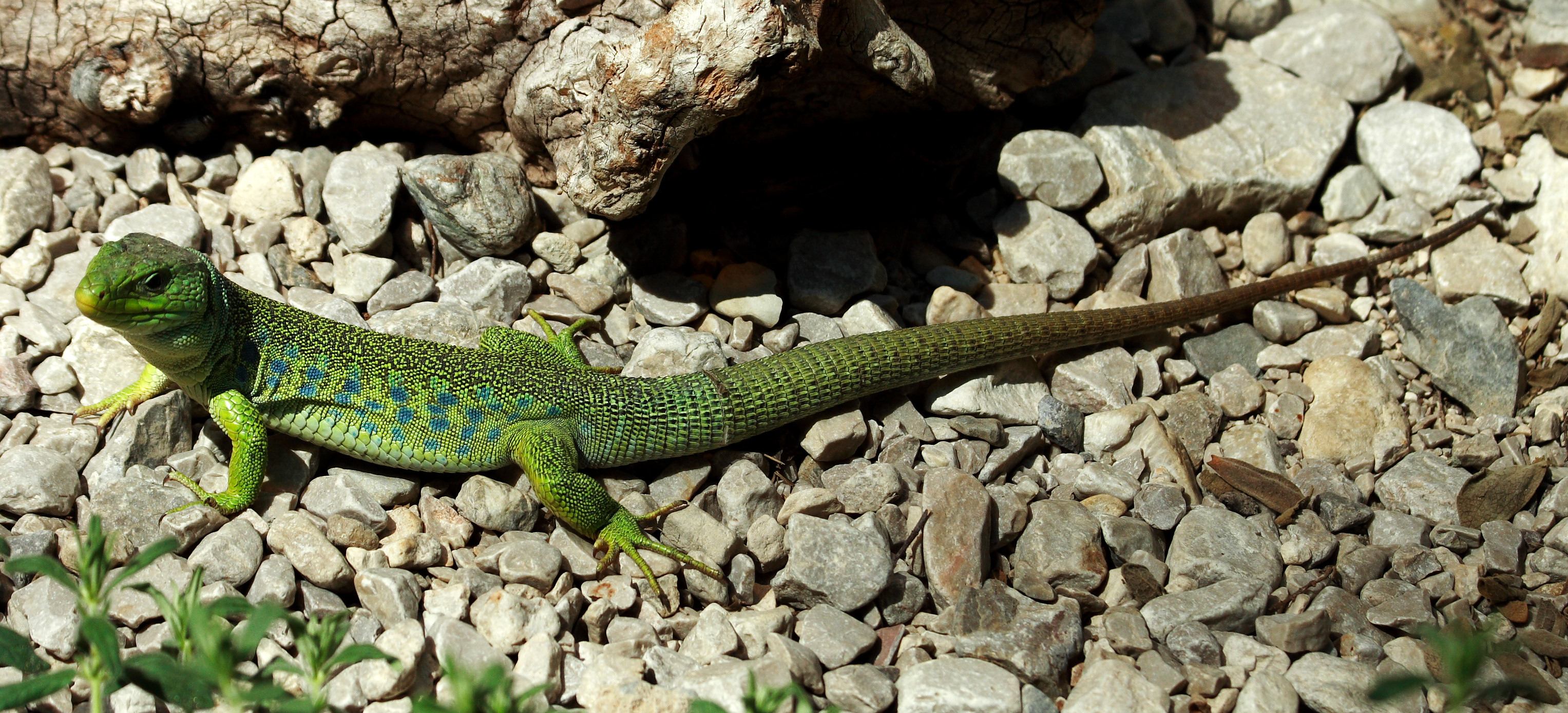
Llangardaix ocel·lat mostrant el cos sencer

És un llangardaix de mida molt gran. Pot arribar a superar els 24 cm entre el cap i la cloaca i els 70 cm de longitud total. El cos és robust amb el cap gros i ample. Els mascles són més grossos que les femelles, amb el cap, les extremitats i la cua més desenvolupades. També presenten porus femorals més grossos. D'aquests, emana certa substància amb una olor característica que serveix per marcar el territori.
És de color verd o bru, amb ocels blaus als costats del cos. La coloració i el disseny en varien amb l'edat, i és generalment molt vistós. Els adults presenten un disseny dorsal format per un reticulat negre sobre un fons verd groguenc. El cap és d'un color més bru i sense el reticulat. Els dos sexes presenten uns ocels blaus als costats del cos, i són més marcats en els mascles. Els individus joves es caracteritzen per presentar fileres transversals d'ocels clars encerclats de negre al llarg de tot el cos.
És una espècie diürna que insola per mantenir la temperatura corporal. Es manté inactiva durant els mesos d'hivern i incrementen l'activitat a mesura que va augmentant la temperatura. Quan arriba la primavera, els mascles es mostren territorials i agressius.
És una espècie ovípara, amb postes entre 7 i 25 ous, depenent de la mida de la femella. En general, fan una única posta a l'any. Els ous tenen una closca amb consistència apergaminada que permet l'intercanvi de gasos i aigua amb el medi.
L'època de zel i posta varia en funció de la regió i l'altitud, tot i que generalment comencen els festejos els mesos d'abril i maig, i les primeres còpules en la segona meitat de maig. Les postes tenen lloc a la primera meitat de juny i els naixements tenen lloc entre finals d'agost i principis d'octubre.
Els individus joves són insectívors, mentre que els adults tenen una alimentació omnívora a base d'altres rèptils, com ara sargantanes de mida petita, ocells petits i mamífers petits com musaranyes i ratolins.
Els seus depredadors més habituals són la colobra de Montpeller, la serp blanca i diverses aus de presa. Tot i així, no és una presa fàcil per la seva gran agilitat, les seves urpes agudes i perquè utilitza una tècnica emprada per altres saures, com és autotomitzar (deixar anar) la cua. Quan la cua queda alliberada manté un cert moviment que fa que sembli viva, i això distreu el depredador.

## Gastronomia
El llangardaix ocel·lat formava part de la cuina extremenya tradicional. Antigament es preparava el lagarto guisado, un plat fet amb filets de llangardaix fregits i posteriorment guisats a foc lent. Actualment és una espècie protegida.

## Programa de conservació del llangardaix comú a Catalunya

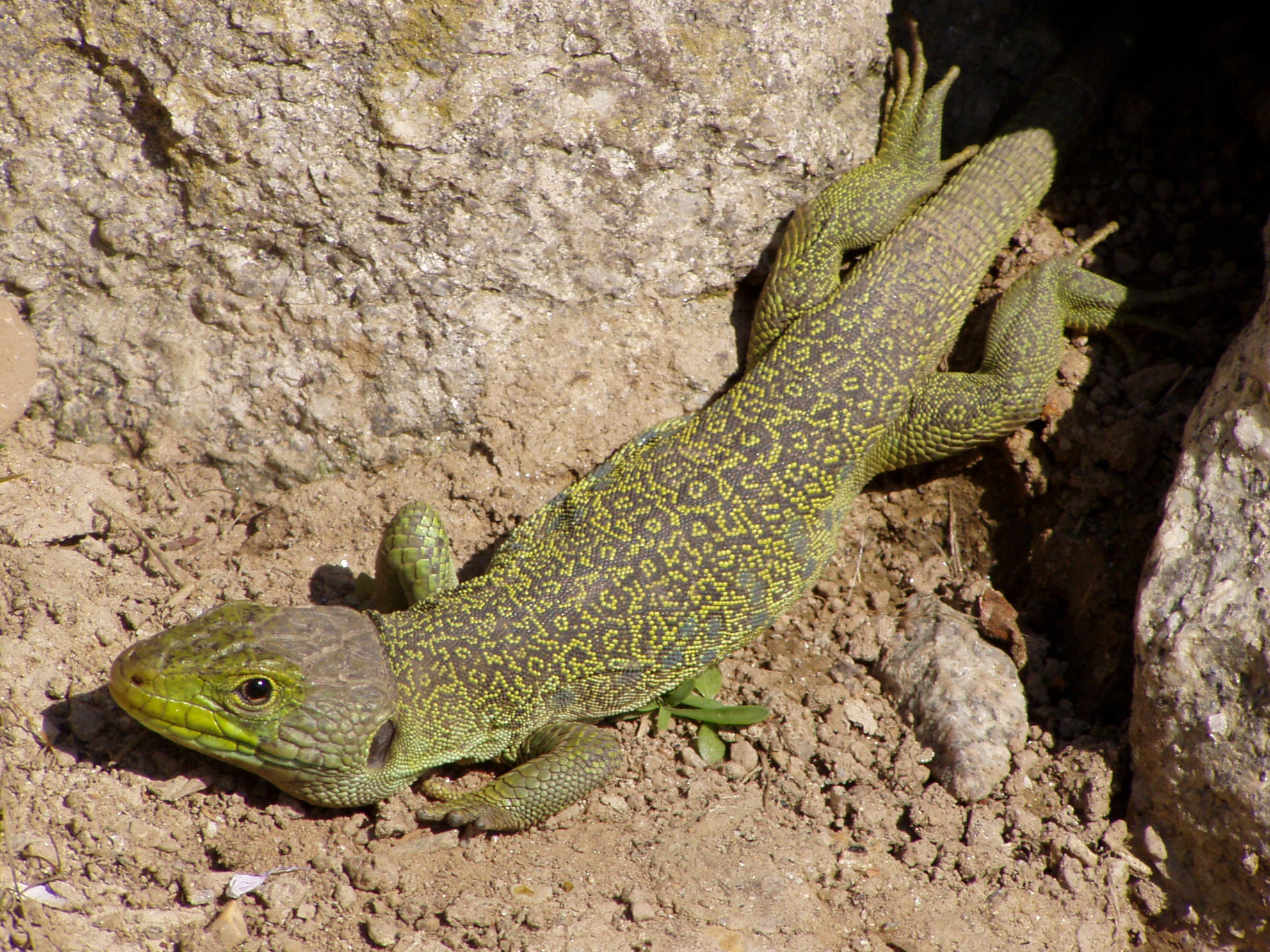
Llangardaix comú (Timon lepidus)

El programa de conservació del llangardaix comú a Catalunya és un pla de cria d'aquesta espècie de rèptil iniciat l'any 2015 com a reacció a la seva progressiva desaparició al Principat. És dut a terme pel Centre de Recuperació d'Amfibis i Rèptils de Catalunya (CRARC), a les instal·lacions de Masquefa, a l'Anoia. Els espècimens criats seran progressivament alliberats en diverses contrades de Catalunya en les quals les seves poblacions hagin decrescut o desaparegut. Les raons de la desaparició del llangardaix comú són diverses: Entre les principals causes trobem la contaminació per pesticides (reducció de nombre de preses i intoxicació) i la depredació per gats, els atropellaments també són un problema. La captura per a col·leccionisme és un fet molt esporàdic i puntual donat que no hi ha tradició (com en el cas de la tortuga mediterrània) i la concienciació ambiental és un tret que guanya molta força dins la terrariofília.
El llangardaix comú compleix un cert paper ecosistèmic. Aquesta espècie basa el 80% de la seva dieta en insectes, fet que resulta beneficiós per a l'agricultura. D'altra banda, el llangardaix comú és un aliment molt comú per altres espècies de rèptils sauriòfegs, sobretot els exemplars joves, els adults són presa de rapinyaires i petits mamífers carnívors.